# Ютские войны
Ютские войны (англ. Ute Wars) — серия вооружённых конфликтов между Соединёнными Штатами Америки и племенами ютов, которые начались в 1849 году и закончились в 1923 году.

## Вооружённые конфликты
- Хикарильская война (1849–1855)
- Резня у реки Прово[англ.] (1850)
- Война Вакары[англ.] (1853–1854)
- Война Тинтика[англ.] (1856)
- Война Чёрного Ястреба[англ.] (1865–1872)
- Война на Уайт-Ривер[англ.] (1879)
- Бой в Пинхук-Дро[англ.](1881)
- Резня у Бивер-Крика[англ.] (1885)
- Блаффская война[англ.] (1914–1915)
- Война Поузи[англ.] (1923)